# Östra Lugnet
Östra Lugnet är ett bostadsområde i norra Växjö, som knyter ihop Hovshaga med Evedal. Här finns bland annat tre förskolor, en låg- och mellanstadieskola samt två äldreboenden, Evelid och Tellusvägen.
Namnen på gatorna är inspirerade av rymden och heter bland annat Saturnusvägen, Jupitervägen och Nebulosavägen. Bostadsområdet kommer totalt att innehålla ungefär 700 bostäder då det är färdigbyggt.
Lugnets sanatorium byggdes 1914. När sjukdomen tuberkulos blev mer ovanlig övergick sjukhuset till att vårda äldre och sjuka. Sedan många år är fastigheten omvandlad till lägenhetsboende.

## Historia
I det förberedande skedet då bostadsområdet planerades kopplades Smålands museum in eftersom fynd från äldre stenåldern tidigare har påträffats i närområdet. Man kunde konstatera att det finns tre fornlämningar inom Östra Lugnet.